# 융가스 도로

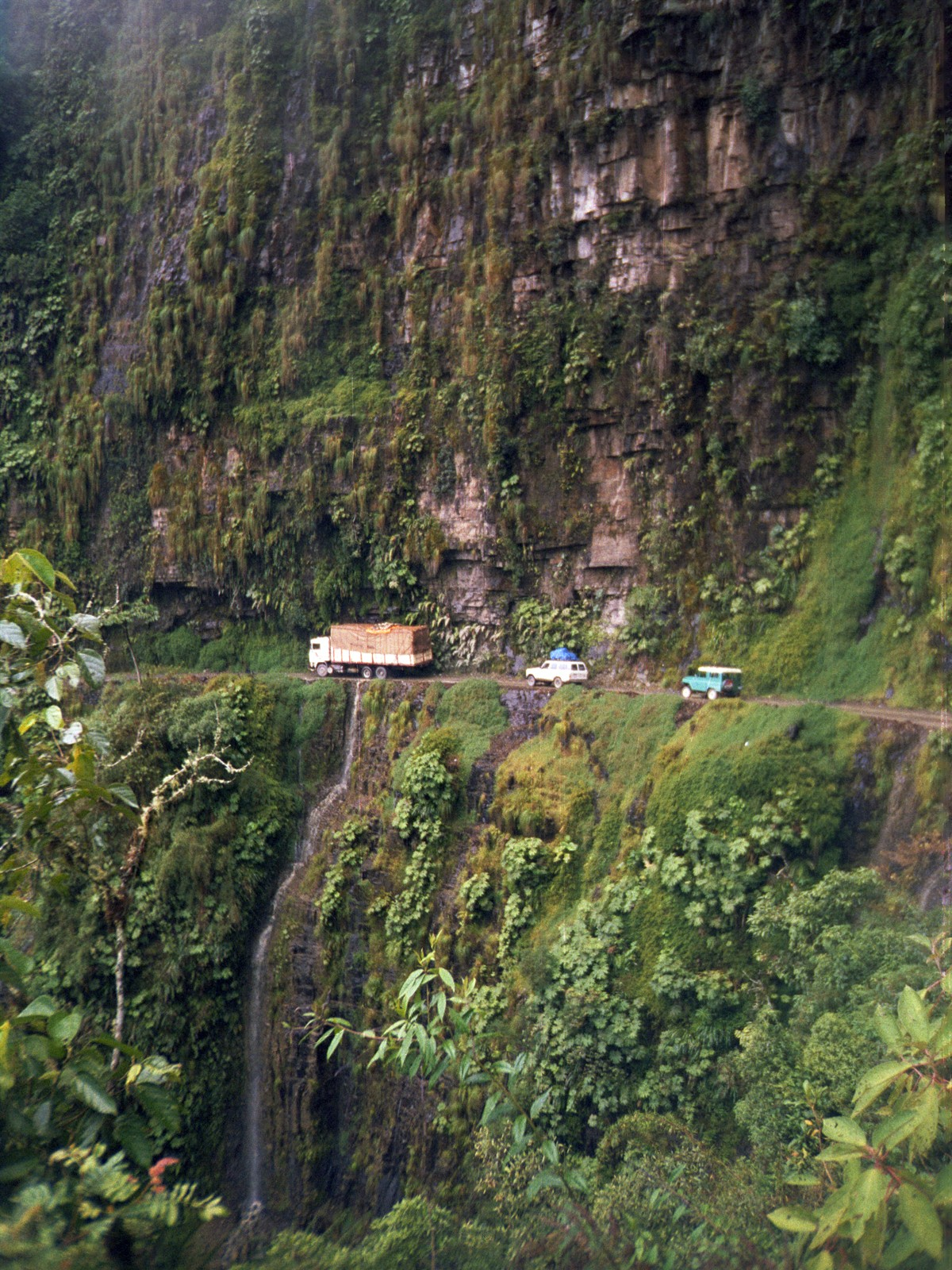
산 베드로 폭포 인근의 융가스 도로

융가스 도로(Yungas Road)는 볼리비아의 융가스 지역에 있는 도로로 수도와 서북지역의 기타 주요 도시를 연결하는 유일한 도로이며, 볼리비아 서북부의 중요한 고속도로이다.
북부 융가스 도로(North Yungas Road)는 볼리비아에 있는 도로로 죽음의 도로라고도 불리며, 수도 라파스에서 꼬로이꼬(Coroico)로 이어지는 유일한 도로이다. 이 도로는 1995년 미대륙간 개발 은행에서 세계에서 가장 위험한 도로로 선정한 것을 계기로 극도로 위험한 도로의 대명사가 되었다. 매년 이 도로에서 일어나는 사고로 인하여 200~300명의 사람이 목숨을 잃고 있다. 이 도로는 차량이 낭떠러지로 떨어질 만한 위험한 굴곡이 많이 있다.
남부 융가스 도로(South Yungas Road)는 라파스에서 츌루마니(Chulumani)로 이어지는 64킬로미터의 도로이며, 북부 융가스 도로만큼 위험한 도로로 여겨지고 있다.

## 노선

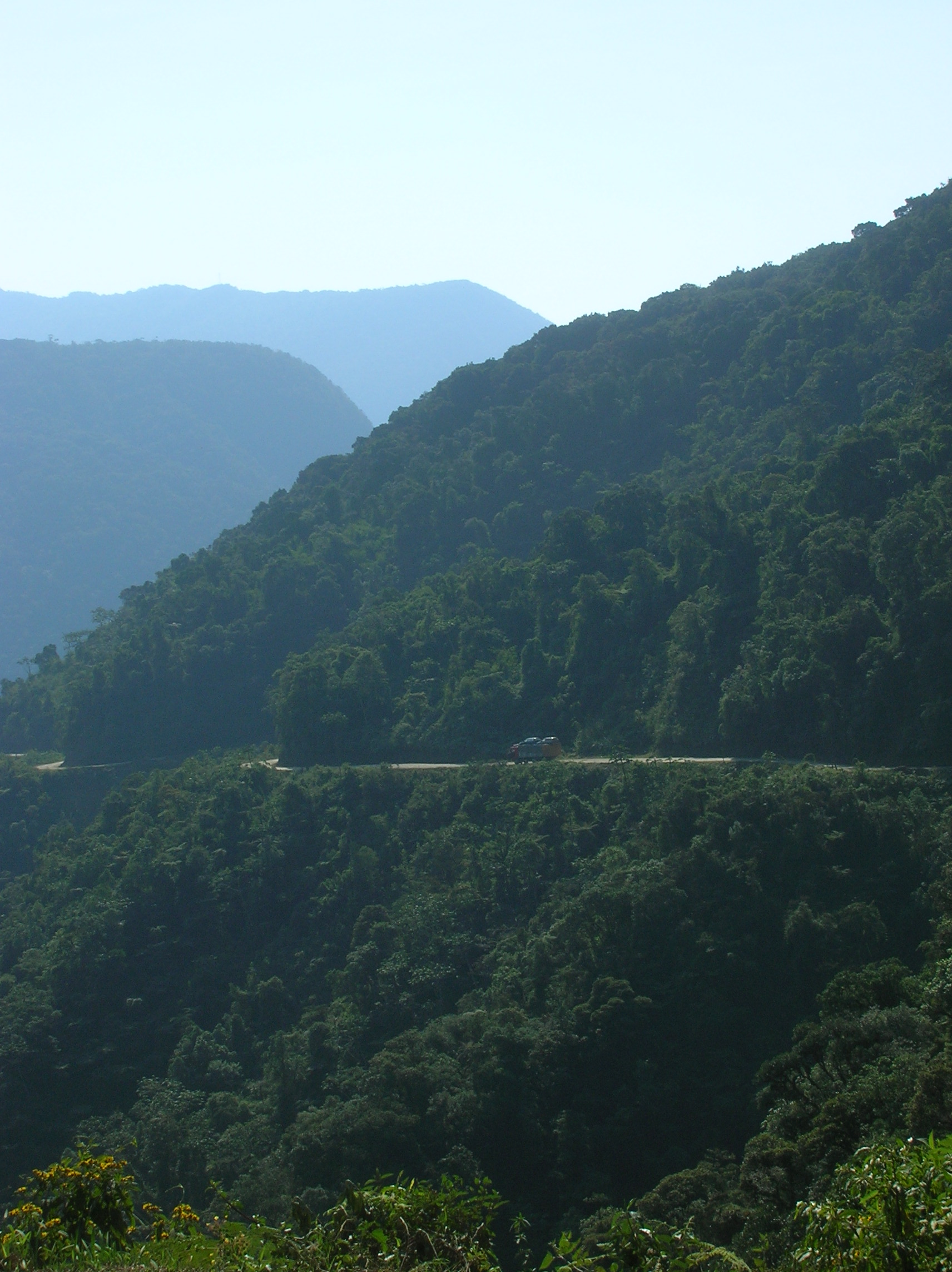
북부 융가스 도로의 종점 부분. 도로는 아마존 우림으로 이어진다.

융가스 도로는 북부 볼리비아 지역에서 아마존 우림으로 연결되는 유일한 도로이며, 볼리비아의 수도에서 북부의 다른 도시를 연결하는 몇 안되는 도로이다. 수도 라파스에서 출발한 도로는 해발 4,650미터의 라쿰버 고개(La Cumbre Pass)를 넘고 해발 1,200미터에 있는 꼬로이꼬 지역을 거쳐 볼리비아 서북부의 고원지대인 알티플래노(Altiplano)지역에 닿는다. 이 노선의 융가스 도로는 매우 경사가 높고 굴곡이 심하다. 이 도로가 볼리비아의 지방을 연결하는 거의 유일한 도로이기 때문에 교통량이 점증하고 있는 상황이다.
융가스 도로가 지나는 지역은 고도가 높은 산악지대이기 때문에 도로의 해발 높이가 가장 낮은 부분의 고도가 600미터에 이르며, 도로의 폭은 전구간에 걸쳐 3미터 미만이다. 대부분의 구간에 가드레일이 없기 때문에 극도로 위험하다. 그리고 상습적으로 나타나는 강우, 안개 등은 시계를 흐린다. 도로의 대부분이 포장되어 있기는 하지만 산에서 쓸려온 토사로 인해 거의 항상 질척거리며 토사와 돌이 도로로 언제든지 떨어질 위험이 있다.
볼리비아의 차량 통행은 우측통행이 원칙이나, 융가스 도로에서는 좌측통행을 하고 있다. 왜냐하면, 좌측의 도로가 절벽쪽의 도로인 경우가 많기 때문이며, 절벽쪽의 도로로 주행하는 운전자는 전방의 시계를 필수적으로 확보해야 하기 때문이다. 이 도로에서의 통행 규정은 구급차와 소방차와 같은 응급차량이나 군용차량을 포함하여 모든 차량의 추월행위를 절대적으로 금지하고 있다. 또한 굴곡이 있는 도로에서 산악 지대 차선으로 주행하는 차량은 반대편 차선(절벽쪽 차선)에서 차량이 오면 반드시 멈추어 반대편 차량이 통과한 후 주행하도록 규정하고 있다. 한편, 통행 규정은 차량 상부에 경광등을 달아 멀리서도 자신의 차량이 보일 수 있게 할 것을 권장하고 있다.